# Ferdinand Porchet
Pour les articles homonymes, voir Porchet.
Ferdinand Porchet, né le 13 août 1878 à Genève et mort le 27 janvier 1951 à Pully, est une personnalité politique suisse, membre du Parti radical-démocratique,.

## Biographie
De confession protestante, originaire de Vucherens, Ferdinand Porchet est le fils de Jules Porchet et d'Emilie Pache. Il épouse en 1904 Ida Marie Rouffy. Il fait des études de sciences physiques et naturelles à l'Université de Lausanne et obtient un doctorat en chimie en 1896. Il travaille dès 1896 comme assistant aux laboratoires de chimie de la Station viticole de Lausanne avant d'en devenir le directeur en 1907, succédant ainsi à Ernest Chuard. Il est de plus enseignant à l'école cantonale d'agriculture, au Champ de l'Air, à Lausanne, dont il devient le directeur en 1912. Membre depuis 1920 du comité de l'Union suisse des paysans, il en devient le président par intérim de 1935 à 1937, puis le président jusqu'en 1949. Il est en outre dès 1937 membre de la Commission de surveillance des établissements fédéraux d'essais et d'analyses agricoles et de la Commission fédérale de spécialistes de l'alcool,.
Il est nommé privat-docent de l'Université de Lausanne en 1910 et Docteur honoris causa de l'École polytechnique fédérale de Zurich et est membre du Conseil des écoles polytechniques fédérales de 1937 à 1950.

### Carrière politique
Membre du Parti radical-démocratique, Ferdinand Porchet est conseiller communal (législatif) et conseiller municipal (exécutif) de Prilly. Il est élu conseiller d'État vaudois le 25 janvier 1920 ; il y est responsable du département de l'agriculture, de l'industrie et du commerce jusqu'au 2 décembre 1944. Il s'efforce, avec Ernest Chuard, de consolider les liens entre la paysannerie et le parti radical vaudois, notamment face à la création du Parti des paysans, artisans et indépendants,.